# Helicopsyche admata
Helicopsyche admata är en nattsländeart som beskrevs av Malicky och Chantaramongkol 1992. Helicopsyche admata ingår i släktet Helicopsyche och familjen Helicopsychidae. Inga underarter finns listade i Catalogue of Life.